# Héctor de la Fuente
Héctor María de la Fuente (Aimogasta, provincia de La Rioja, 28 de enero de 1893 - Córdoba, 1 de marzo de 1944), fue un abogado y político radical argentino, que ocupó el cargo de Gobernador de La Rioja entre 1939 y 1943, y el de senador nacional de 1925 a 1934, con un intervalo de 1930 a 1931, cuando fue juez federal en La Rioja con competencia electoral. Además fue camarista en la ciudad de La Plata. 
Nació en Aimogasta, La Rioja, el 28 de enero de 1896, y falleció el 1 de marzo de 1944, en la Capital de Córdoba, tras una cirugía programada de vesícula. Fue uno de los gobernadores más jóvenes de La Rioja en ser elegido de forma democrática. Su familia construyó una iglesia, en Aimogasta, La Rioja, su pueblo original.

## Biografía
El abogado y político Héctor M. De la Fuente era hijo de Luis Mansueto de la Fuente: el destacado y acaudalado emprendedor agropecuario del cultivo nacional del olivo a gran escala que fue también un político riojano, diputado nacional y último intendente de la ciudad de La Rioja electo por la legislatura y cuyo nombre lleva el Día Nacional del Cultivo de Olivo junto a Casimiro Godoy, por decreto de Perón de 1952.
Luis Mansueto De la Fuente, padre de Héctor, poseía la finca más grande del país para el cultivo del olivo llamada Las Margaritas, en honor a su esposa, Margarita Chumbita, hija del caudilo Severo Chumbita, siendo en su época el hacendado más rico de la provincia de La Rioja. Durante sus primeros años vivió en la finca de su padre la cual en ese momento era las más grande del Norte argentino con alrededor de 50.000 ha.
El gobernador Héctor de la Fuente nunca se casó. Su casi homónimo es su sobrino nieto Héctor N. De la Fuente, ex primer vocal de la Sociedad Argentina de Periodismo Médico (Sapem) y su corresponsal.[cita requerida]
De niño, en Aimogasta, sufrió la fractura de la columna vertebral, tras ser lanzado al aire por su niñera lo cual no le impidió alcanzar la primera magistratura.
El gobernador Héctor Maria De la Fuente fue tío en 2.º grado del médico Raúl De la Fuente, ministro dos veces de Salud Pública de La Rioja del por entonces gobernador (luego presidente) Carlos Saúl Menem.
Héctor De la Fuente fue tío directo y padrino del cardiólogo M. De la Fuente, y también tío directo del abogado laboralista Horacio de la Fuente, ex camarista del fuero laboral. 
Guillermo Iribarren fue su diputado nacional cuando fue gobernador. [cita requerida]
Fue hermano con Felisa De la Fuente, esposa del abogado, historiador, escritor y editorialista de Clarín y articulista de La Nación Félix Luna, el sobrino de Pelagio V. Luna, vicepresidente de la Nación de Yrigoyen y un fundador del radicalismo. 
Héctor de la Fuente era nieto del caudillo riojano de Aimogasta y de La Rioja, coronel montonero Severo Chumbita que fue un íntimo del Chacho Peñaloza y de Felipe Varela , y quien no le aceptó el sable de general de la Nación al presidente Roca.
Héctor de la Fuente estudió Derecho en la Universidad de Buenos Aires. Fue juez camarista en La Plata.
En La Rioja, donde abrió su primer estudio jurídico: fue primero, diputado provincial y después senador nacional entre 1925 y 1934 en Buenos Aires por el radicalismo tras el fallecimiento de Joaquín V. González. a quien sucedió tras su muerte en 1923.
Un actual estudio jurídico en La Rioja Capital (dirigido por los doctores Carlos Martín, su sobrino, y Gabriel Martín) fue gran amigo y compañero del diputado provincial Arturo Humberto Illia (luego vicegobernador de Córdoba y luego presidente de la Nación Argentina).
Durante su gestión como gobernador radical De la Fuente se destacó por el nombramiento de una de las primeras mujeres intendentas en Argentina, su prima Imelda Romero en su pueblo original Aimogasta en 1942 y por la colocación de los cuadros de los caudillos Facundo Quiroga y el Chacho Peñaloza, muy allegados a la familia De la Fuente, en la Casa de Gobierno; la introducción de la primera radio en la provincia junto con su amigo Jaime Yankelevich en 1942; y obras públicas que iniciaron el asfaltado en las primeras calles de la capital riojana. Planteó por primera vez formar un eje geopolítico entre las provincias de La Rioja y Catamarca. 
Fue uno de los dueños del diario Mis Montañas.
El destacamento policial de la entrada a La Rioja desde Córdoba, hoy ya derruido, lleva su nombre.
Falleció en Córdoba a los 48 años de edad de manera imprevista, a poco de terminar su gestión como gobernador tras una intervención quirúrgica de vesícula. Una calle lleva su nombre en el Barrio San Román, el cual fundó.
Héctor M. De la Fuente, que no tuvo hijos, era amigo del diputado nacional Roberto Noble, de antes que Noble fundara el diario Clarín y según el presidente Illia (del cual era íntimo) hubiera llegado a presidente de no mediar su prematuro fallecimiento dado su carisma, formación, preparación, relaciones en Buenos Aires y en el interior del país donde era un líder del radicalismo.